# スリーデイズ
『スリーデイズ』（原題: The Next Three Days）は、2010年のアメリカ映画。2008年に公開されたヴァンサン・ランドン主演、フレッド・カヴァイエ監督のフランスの映画『すべて彼女のために』のリメイクである。

## ストーリー
『ドン・キホーテ』などを講義する大学教授のジョンは愛する妻子とともに幸せな毎日を過ごしていたが、ある朝、警察が自宅に突入して妻のララが殺人容疑で逮捕されてしまう。
3年が経ち、ジョンは一人で6歳になった息子を育てながら、妻の無実を証明するため、懸命に奔走していた。しかし、裁判でララに不利な証拠が提出され、覆ることなくついに殺人罪が確定してしまう。絶望して獄中で自殺未遂を起こしたララを見て、ジョンは決断する。「彼女の人生と家族の幸せを取り戻す」、それは命を懸けた決断だった。
ジョンは生活のすべてを犠牲にし、孤独や恐怖に苛まれながらも、ララを脱獄させることを考える。脱獄経験者の「日常と違う動きを観察しろ」という忠告を聞き、綿密な脱獄計画を練り上げていく。家や家財を売るなどして逃亡資金を工面し、偽のパスポート、運転免許証、社会保障番号などを手に入れる。
ジョンが準備を進める中、突然ララが別の刑務所への移送が3日後に迫っていることが判明する。逃亡資金は目標額を工面できておらず、銀行強盗まで考えるが、老婆を行内に招き入れる警備員を見て思いとどまる。追い詰められたジョンは麻薬密売人を襲撃し、殺人を犯してまで金を奪う。
翌日、ララの健康診断結果を偽装してピッツバーグの刑務所から大学病院へ移送されるよう誘導し、ララとの合流に成功する。しかし、昨夜の麻薬密売人を襲撃した際に乗っていたプリウスから警察に脱獄計画を察知されており、すぐに追っ手がかかる。
2人は地下鉄や自動車で逃走して息子と合流し、空港から国外への逃亡を図るが、警察もジョンがごみとして捨てた立案メモを入手し、逃亡先がハイチであることを割り出し飛行機を止めていた。しかし、それはジョンの偽装であり、計画どおりベネズエラへの逃亡を成功させる。ジョンを取り逃がした担当刑事は、ララが一貫して殺人を否定していた事から、現場でララの無実に繋がる証拠を探すが、掴みかけた証拠は惜しくも失われてしまう。

## キャスト
※括弧内は日本語吹替
- ジョン・ブレナン - ラッセル・クロウ（山路和弘）

大学教授。妻の無実を証明するために奮闘する。
- ララ・ブレナン - エリザベス・バンクス（本田貴子）

ジョンの妻。上司殺害の殺人の容疑者として逮捕される。
- ジョージ・ブレナン - ブライアン・デネヒー（佐々木省三）

ジョンの父。母が家にいないルークの遊び相手をしている。
- ナブルシ - レニー・ジェームズ（水野龍司）

警部補。
- ニコール - オリヴィア・ワイルド（慶長佑香）

ジョンとララの友人。歯科医。
- ルーク・ブレナン - タイ・シンプキンス（小林未沙）

ジョンとララの息子。
- グレース・ブレナン - ヘレン・ケアリー

ジョンの母。
- デイモン・ペニントン - リーアム・ニーソン（谷口節）

7回の脱獄に成功した男。様々な情報をジョンに与える。
- マイヤー・フィスク - ダニエル・スターン

弁護士。
- クイン - ジェイソン・ベギー

刑事。
- コレロ - アイシャ・ハインズ（花藤蓮）

刑事。
- デヴィッド - ジョナサン・タッカー

衰弱して死亡する。
- ハリス - アラン・スティール

巡査部長。
- ムース - RZA

## 製作
主要撮影は2009年10月から12月の52日間、ペンシルベニア州ピッツバーグで行われた。

## 批評
本作に対する評価は割れている。Rotten Tomatoesは154個のレビューに基づき、本作のトマトメーターを51%、評価の平均を5.9/10、批評家の総意を「ラッセル・クロウとエリザベス・バンクスは最善を尽くしているが、彼らの手堅い演技は『スリーデイズ』の不揃いなペースと訝しいプロットに全く釣り合っていない」と評している。
ロジャー・イーバートは2.5/4個の星を与え、「『スリーデイズ』は駄目な映画ではない、ただ少し係わった人たちは才能を浪費している」と評している。